# Kendrapara
Kendrapara (oriya: କେନ୍ଦ୍ରାପଡା) är en stad i den indiska delstaten Odisha, och är huvudort för ett distrikt med samma namn. Folkmängden uppgick till 47 006 invånare vid folkräkningen 2011.